# 汉克尔矩阵
汉克尔矩阵（德語：Hankel Matrix），线性代数中是指每一条副对角线上的元素都相等的方阵，由德國數學家赫尔曼·汉克尔推導命名。漢克爾矩陣的行列式稱為catalecticant。
{\displaystyle H_{n}={\begin{pmatrix}a_{0}&a_{1}&a_{2}&\cdots &a_{n-1}\\a_{1}&a_{2}&a_{3}&\cdots &a_{n}\\\vdots &\vdots &\vdots &\ddots &\vdots \\a_{n-1}&a_{n}&a_{n+1}&\cdots &a_{2n-2}\\\end{pmatrix}}}
汉克尔矩阵与常对角矩阵类似，将汉克尔矩阵上下颠倒即可得到每一条主对角线的元素都相等的常对角矩阵（Toeplitz）。
希尔伯特矩阵是一种特殊的汉克尔矩阵，有着良好的性质。